# Евангелическая лютеранская церковь в Америке
Евангелическая лютеранская церковь в Америке (ЕЛЦА, англ. Evangelical Lutheran Church in America (ELCA)) — американская протестантская церковь, крупнейшая лютеранская деноминация в США. Численность прихожан составляет 2,7 млн человек. Штаб-квартира ЕЛЦА находится в Чикаго (штат Иллинойс). Возглавляется председательствующим епископом (с 2013 — Элизабет Итон).
Является одной с мейнстрим-прогрессивных церквей в США, принимая секулярное христианство, теистический эволюционизм, историческую библейскую критику, уравнивания прав женщин и прав ЛГБТ.

## История

### До 1960 года
В 1896 году Датская евангелическо-лютеранская ассоциация Америки (Danish Evangelical Lutheran Church Association in America) (в 1884 году отделилась от Конференции норвежско-датской евангелическо-лютеранской церкви Америки (Conference of the Norwegian-Danish Evangelical Lutheran Church of America)) и Датская евангелическо-лютеранская церковь Северной Америки (Danish Evangelical Lutheran Church in North America) (в 1884 году отделилась от Датской евангелическо-лютеранской церкви Северной Америки) объединились в Датскую объединённую евангелическо-лютеранскую церковь (United Danish Evangelical Lutheran Church). В 1917 году Хаугеанская норвежская евангелическо-лютеранская церковь Америки (Hauge's Norwegian Evangelical Lutheran Synod in America), Синод Евангелическо-лютеранской церкви Америки (Synod of the Norwegian Evangelical Lutheran Church in America) и Объединённая норвежская лютеранская церковь Америки (United Norwegian Lutheran Church of America) объединились в Норвежскую лютеранскую церковь (Norwegian Lutheran Church of America).
В 1918 году Евангелическо-лютеранский общий синод Северо-Американских Соединённых Штатов (Evangelical Lutheran General Synod of the United States of America) (создан в 1820 году путём объединия ряда региональных синодов), Генеральный совет Евангелическо-лютеранской церкви Америки (General Council of the Evangelical Lutheran Church in North America) (создан в 1867 году путём объединения ряда региональных синодов) и Объединённый синод Евангелическо-лютеранской церкви Юга (United Synod of the Evangelical Lutheran Church in the South) (в 1863 году выделился из Евангелическо-лютеранского общего синода Северо-Американских Соединённых Штатов) объединились в Объединённую лютеранскую церковь Америки (United Lutheran Church in America)

### 1960—1982
В 1960 году Американская лютеранская церковь (American Lutheran Church) (создана в 1930 году путём объединения региональных синодов), Норвежская лютеранская церковь Америки (Norwegian Lutheran Church of America) и Объединённая датская евангелическо-лютеранская церковь (United Danish Evangelical Lutheran Church) объединились в Американскую лютеранскую церковь (American Lutheran Church, ALC). В 1962 году Объединённая лютеранская церковь Америки, Финская евангелическо-лютеранская церковь Америки (Finnish Evangelical Lutheran Church of America) (создана в 1890 году), Датская евангелическо-лютеранская церковь Америки (Danish Evangelical Lutheran Church in America) (создана в 1878 году) и Августинская евангелическая церковь Америки (Augustana Evangelical Lutheran Church) (создана в 1870 году) объединились в Лютеранскую церковь Америки (Lutheran Church in America, LCA). Обе церкви возглавлялись президентами, как и церкви их основавшшие, но в 1980 году в LCA и ALC были введены епископальные конституции.

### С 1982
Официальной датой возникновения ЕЛЦА считается 1 января 1988 года. Однако начало формирования относится к 1982 году, когда три крупные американские лютеранские церкви — Лютеранская церковь Америки (Lutheran Church in America), Американская лютеранская церковь (American Lutheran Church) и Ассоциация евангелических лютеранских церквей (Association of Evangelical Lutheran Churches) (создана в 1976 году путём отделения от Лютеранской церкви - Миссурийского синода) договорились об объединении. ЕЛЦА является наследницей 14 независимых лютеранских синодов США.
Количество крещённых членов церкви — 2 793 899 (2023). 

## Устройство
Церковь разделена на 64 региональных синода, возглавляемых епископами (и один внерегиональный — Словацкий Синод Сиона, объединяющий 27 приходов). Председательствующий Епископ церкви избирается генеральной Ассамблеей (Churchwide Assembly) на 6 лет. Приходы управляются приходскими собраниями избирателей (congregational voters' assemblies) или приходскими собраниями старейшин (congregational meetings to elder-and-council-led). В соответствии с протестантским вероучением, рукоположения епископов и священников считается действительным без апостольского преемства (которое принято в традиции православия и католичества), однако после заключения соглашения с  Епископальной церковью апостольская сукцессия считается необходимой и при рукоположении всех новых епископов ЕЛЦА приглашается епископ из Епископальной Церкви возлагающий руки и тем самым подтверждая наличие сукцессии у новых епископов ЕЛЦА.

## Доктрина
ЕЛЦА признает главным источником вероучения Библию, а также Катехизис Мартина Лютера, Аугсбургское Исповедание и другие книги входящие в Книгу Согласия. Книга Согласия пользуется уважением, но не имеет безоговорочного авторитета, считаясь сборником символических книг лютеранства, отражающих в себе значительное влияние конкретного исторического периода. ЕЛЦА — достаточно либеральная лютеранская церковь США. Церковь рукополагает женщин пасторами и епископами. Эта практика была принята в 70-х годах всеми тремя церквями-основательницами. 21 августа 2009 года было принято решение о возможности принятия и рукоположения людей с гомосексуальной  ориентацией
. В церкви практикуется причащение всех крещённых христиан вне зависимости от их деноминации. В 2000 году ЕЛЦА вступила в полное евхаристическое общение с Епископальной церковью. 20 августа 2009 подписала соглашение об интеркоммунии с Объединённой методистской церковью.

## Известные члены
- Надя Больц-Вебер — современный теолог и общественный деятель.
- Гэри Джонсон — политик-либертарианец.
- Тимоти Уолз — политик, кандидат в вице-президенты США 2024.